# Салойо
Салойо (порт. Saloio) — сорт португальского сыра, который производят в области Понте-ду-Рол, расположенной в 50 км к северу от Лиссабона. Его изготавливают из овечьего молока без соли. Обычно этот твердый сыр подают в виде небольших цилиндров шириной 5 см и высотой 6 см.
Другое значение салойо — это лица, проживающие за пределами больших городов, чьё поведение рассматривается как нецивилизованное, глупое, и поэтому часто находится под присмотром городских властей. Первоначально этот термин применяли для тех, кто проживал в сельских районах, прилегающих к столице Португалии, Лиссабону.